# Marián Aguilera
María Ángeles Aguilera Pérez, coneguda com a Marián Aguilera (Montgat, 12 de març de 1977), és una actriu catalana de cinema, televisió i teatre. Es va fer coneguda públicament el 1992 en recollir el foc olímpic a Empúries durant els actes previs als Jocs Olímpics de Barcelona. Formada en expressió corporal, dansa, teatre musical i interpretació, va debutar al cinema amb El llarg hivern (1992), de Jaime Camino, i ha participat en pel·lícules com Tic Tac, Tánger, Seres queridos o El prado de las estrellas, així com en diversos curtmetratges. A la televisió, va destacar a Al salir de clase (1997–1999) i Los hombres de Paco (2005–2010), sèrie per la qual va ser nominada als premis Fotogramas de Plata. Ha treballat al teatre en obres com És així si us ho sembla i va protagonitzar el videoclip El alma al aire, d’Alejandro Sanz.

## Filmografia

### Cinema
| Llargmetratges - El llarg hivern (1992) - Tic Tac (1997) - La ciutat dels prodigis (1999) - Honolulu Baby (2001) - Tuno negro (2001) - No debes estar aquí (2002) - El misterio de Wells (2002) - Tánger (2004) - Seres queridos (2004) - Las huellas que devuelve el mar (2004) - El prado de las estrellas (2005) - Un poco de chocolate (2008) - Lo más importante de la vida es no haber muerto (2010) - El último fin de semana (2011) | Curtmetratges - Mucha mierda (2000) - Otra vida (2005) - Válido para un baile (2006) - Ficción real (2012) - ¿Quién es Libertad Lionetti?(2015), de J. K. Álvarez. Con Arianna Fortes y Beatriz Rico. |

### Televisió
- Crònica negra (1989)
- Quin curs el meu tercer! (1994)
- Al salir de clase (1997-2001)
- Todos los hombres sois iguales (1998)
- Il figlio di Sandokan (1998)
- Laberint d'ombres (1999-2000)
- Esencia de poder (2001)
- Paraíso (2001)
- Código fuego (2003)
- El inquilino (2004)
- Los hombres de Paco (2005-2010)
- Marqués Mendigo (2007)
- Lex (2008)
- Homicidios (2011)

### Teatre
- És així si us ho sembla
- La enfermedad de la juventud
- Mi primera vez

### Videoclip
- Videoclip del tema "El alma al aire" de Alejandro Sanz

## Premis i nominacions
| Any  | Premi               | Categoria                  | Títol               | Resultat |
| ---- | ------------------- | -------------------------- | ------------------- | -------- |
| 2010 | Fotogramas de Plata | Millor actriu de televisió | Los hombres de Paco | Nominada |